# اکستنسیو میوزیک
اکستنسیو موزیک، که قبلاً با نام مدیریت هنرمندان جهانی شناخته می‌شد، یک ناشر موسیقی سوئدی است که در سال ۱۹۹۳ تأسیس شد. دفتر مرکزی آن در استکهلم است. اکستنسیو موزیک دارای زیرلیبل‌هایی است: اکستنسیو موزیک سوئد، اکستنسیو موزیک انگلستان و اکستنسیو موزیک JLT است در سال ۲۰۱۴، در میدم، اکستنسیو موزیک با گروه موسیقی وارنر برای اسکاندیناوی قرارداد همکاری امضا کرد.

## هنرمندان
| نام       |
| --------- |
| بیس هانتر |
| آرش       |
| مارگارت   |

### هنرمندان سابق
| Name                  |
| --------------------- |
| علی پیامی             |
| Aneela                |
| Beldina               |
| Bodies Without Organs |
| Damian Drăghici       |
| دیجی علی گیتور        |
| Frida Appelgren       |
| Günther               |
| Jon Lord              |
| Leo Today             |
| Liquido               |
| Nation X              |
| Puppet Generation     |
| The Sunshinegirls     |
| Velvet                |